# Grady Brewer
Grady Lamont Brewer (* 22. Dezember 1970 in Lawton, Oklahoma) ist ein US-amerikanischer Profiboxer im Halbmittelgewicht.

## Karriere
Brewer begann im Alter von elf Jahren mit dem Boxen und bestritt laut eigener Aussage etwa 45 bis 60 Amateurkämpfe, wobei er unter anderem die Oklahoma Golden Gloves gewann. 1999 wechselte er ins Profilager.
Er schlug im Laufe seiner Karriere bekannte Weltmeister und WM-Herausforderer wie Leonard Townsend (2003), Michael Stewart (2006), Steve Forbes (2006), Cornelius Bundrage (2008) und Fernando Guerrero (2011), zudem gelangen ihm Siege gegen weitere ungeschlagenen Talente wie Marquez Reed (Bilanz: 7-0), Pedro Álvarez (6-0), Miguel Martin (16-0), Anthony Thompson (15-0) und Albert Onolunose (18-0).
Niederlagen erlitt er hingegen gegen bekannte Titelträger wie Kelly Pavlik (2001), Peter Manfredo (2002), Jermain Taylor (2002), Sechew Powell (2004), Marco Antonio Rubio (2005), Erislandy Lara (2010), Demetrius Andrade (2011), Osumanu Adama (2013), Dimitri Tschudinow (2013) und Matwei Korobow (2013).

## Titelgewinne
- Juli 2002; Texanischer Meister im Halbmittelgewicht durch Sieg gegen Wilmer Mejia (12-1)
- Januar 2005; IBA-Weltmeister im Halbmittelgewicht durch Sieg gegen Floyd Trumpet (12-4)
- September 2006; Gewinner des Turniers „The Contender“ (Season 2), durch Siege gegen Vinroy Barrett (21-4), Michael Steward (39-4), Norberto Bravo (22-10) und Steve Forbes (32-3)
- August 2009; IBC-Weltmeister im Halbmittelgewicht durch Sieg gegen Albert Onolunose (18-0)
- Juni 2011; NABF-Nordamerikameister im Halbmittelgewicht durch Sieg gegen Fernando Guerrero (21-0)
- März 2013; IBO-Interkontinentaler Meister im Halbmittelgewicht durch Sieg gegen Giorbis Barthelemy (25-9)